# Bernhard von Tschirschky

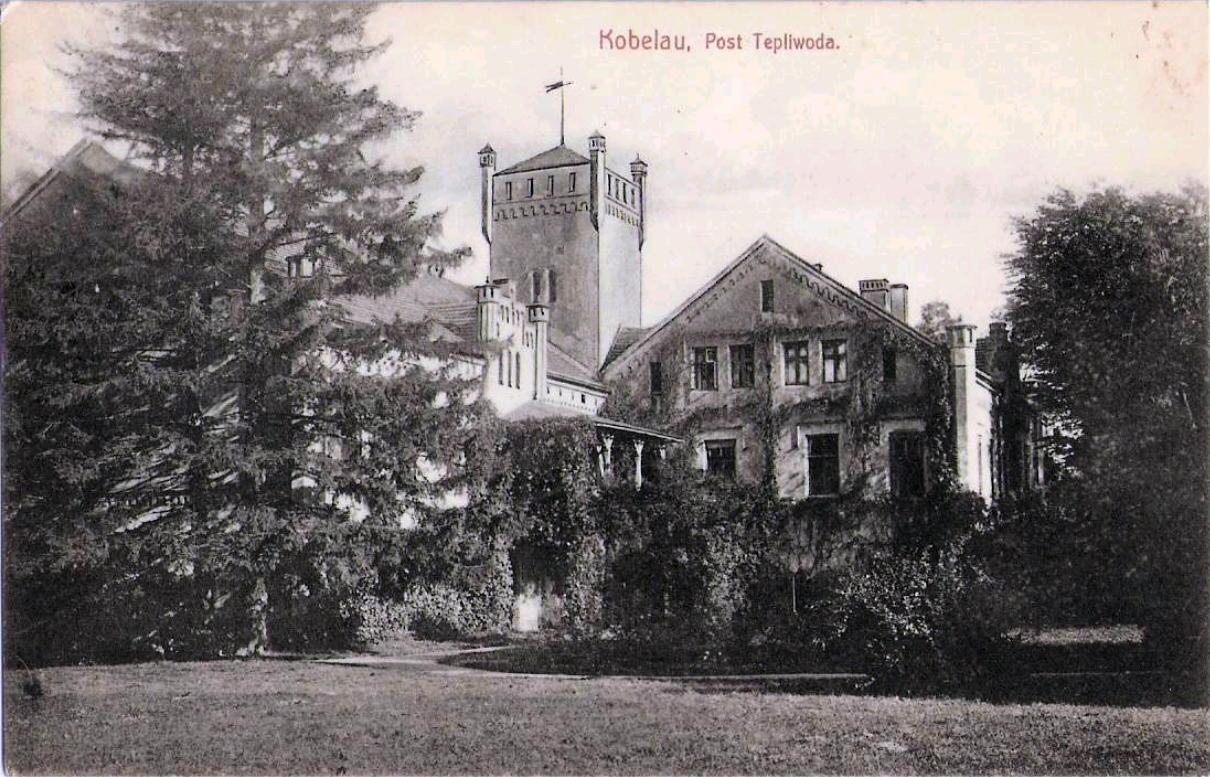
1914 Gut Kobelau/Kobyla Głowa

Bernhard Friedrich Wilhelm Leonard Richard Otto von Tschirschky und Bögendorff (* 7. Oktober 1888 in Kobelau; † 16. Oktober 1918 in Ostende) war ein deutscher Kapitänleutnant sowie Marineattaché.

## Leben

### Herkunft
Bernhard von Tschirschky wurde als ältestes Kind des schlesischen Gutsbesitzers Günther von Tschirschky (1860–1914), und damit Mitglied der adeligen Familie Tschirschky, und seiner Gattin Johanna Amanile Nanny van Limburg-Stirum (1866–1944) geboren. Ihm folgten sieben weitere Kinder, darunter der Diplomat Fritz Günther von Tschirschky. Zu seinen weiteren Verwandten zählten der niederländische Diplomat Johan Paul van Limburg Stirum sowie die deutschen Diplomaten Friedrich zu Limburg-Stirum und Heinrich von Tschirschky (1858–1916).

### Militärkarriere
Am 1. April 1905 trat Bernhard von Tschirschky in die Kaiserliche Marine ein. Als Oberleutnant zur See wurde er als Marineattaché an die deutsche Botschaft im Osmanischen Reich nach Konstantinopel entsandt, wo ihm die Pflege der marinepolitischen Beziehungen zwischen den beiden Ländern zufiel.
Mit Beginn des Ersten Weltkrieges war Bernhard von Tschirschky als Kommandeur des Seeflieger des Marinekorps Flandern (Seeflugstation I) eingesetzt. Im September 1916 wurde von Tschirschky zum Kapitänleutnant befördert. Mitte 1917 wurde er zum Kommandeur der Seefliegerstation List auf Sylt (II. Seefliegerabteilung) ernannt. Ende März 1916 lehnte er die Verleihung des Eisernen Kreuzes I. Klasse für Erich Killinger mit dem Hinweis, dass dieser bereits das Eisernen Kreuzes II. Klasse erhalten hatte und er seit seiner Versetzung nach Flandern genügend Möglichkeiten zur Erlangung gehabt hätte, ab. Für seine Tätigkeit erhielt er als Auszeichnungen das Eisernen Kreuz II. und I. Klassen, dem Ritterkreuz des Königlichen Hausordens von Hohenzollern mit Schwertern sowie dem Ritterkreuz II. Klasse des Ordens vom Zähringer Löwen mit Eichenlaub und Schwerten und dem Friedrich-August-Kreuz I. Klasse.
Bernhard von Tschirschky starb am 16. Oktober 1918 im Feldlazarett in Ostende an einer doppelseitigen Lungenentzündung, die er sich während der Rückverlegung der deutschen Westfront aus Belgien bei der Zerstörung der militärischen Anlagen des Hafens von Zeebrügge zugezogen hatte.
Im August 1936 wurde ein Flugsicherungsschiff der deutschen Luftwaffe nach ihm benannt. Der Verbleib der Bernhard von Tschirschky ist unklar.